# 陳建騏
陳建騏（1973年2月3日—），淡江大學會計學系畢業，台灣音乐人，常為劇場、電視劇、電影、廣告製作配樂，參與歌手專輯製作，及擔任周華健、陳珊妮、陳綺貞、楊乃文、魏如萱等歌手的演唱會鍵盤手。2011年，陳建騏與陳珊妮共組音樂團體「19」，11月19日發行首張同名專輯《19》。2013年，與陳綺貞、鍾成虎共組音樂團體「The Verse」，推出專輯《52赫茲》。2023年，陳建騏擔任第34屆金曲獎評審團主席。2024年，擔任湖南衛視《歌手2024》音樂總監。
2008年，以《跳格子》獲得第43屆金鐘獎音效獎。2013年，以五月天《第二人生》專輯中的單曲〈諾亞方舟〉獲得第23屆金曲獎最佳編曲人獎。2016年，以彭佳慧《大齡女子》專輯中的單曲〈大齡女子〉獲得第27屆金曲獎演唱類最佳單曲製作人獎。2021年，以田馥甄《無人知曉》專輯獲得第32屆金曲獎演唱類最佳專輯製作人獎。2023年，以譜曲的電影《本日公休》主題曲〈同款〉獲得第60屆金馬獎最佳原創電影歌曲，成為三金（金馬、金曲、金鐘）得主。
他為好多音樂、好多聲活、好多聲音錄音室創辦人，曾任台灣索尼音樂娛樂唱片音樂總監，現任人力飛行劇團及何樂音樂音樂總監。

## 個人專輯
- 2011年：《19》─與陳珊妮
- 2013年：《52赫茲》─與鍾成虎、陳綺貞

## 音樂製作

### 專輯製作
- 2010年5月27日魏如萱《優雅的刺蝟》
- 2010年9月3日徐佳瑩《極限》
- 2011年11月10日魏如萱《不允許哭泣的場合》
- 2012年6月6日徐佳瑩《理想人生》
- 2014年5月9日魏如萱《還是要相信愛情啊混蛋們》
- 2014年6月13日徐佳瑩《尋人啟事》
- 2014年10月31日許茹芸《奇蹟》（與許茹芸共同製作）
- 2014年12月12日徐熙娣《elephant DEE》
- 2015年12月12日HUSH《機會與命運》
- 2016年5月27日艾怡良《說 艾怡良》
- 2016年11月11日魏如萱《末路狂花》
- 2017年12月5日徐佳瑩《心裡學》
- 2018年12月21日艾怡良《垂直活著，水平留戀著。》
- 2019年11月20日魏如萱《藏著並不等於遺忘》
- 2020年9月25日田馥甄《無人知曉》
- 2021年6月23日魏如萱《HAVE A NICE DAY》
- 2021年10月29日艾怡良《偏偏我卻都記得》
- 2022年10月13日洪佩瑜《明室》
- 2023年12月15日袁婭維《在與生俱來的不平衡裡》
- 2024年12月19日艾怡良《我的問題該問誰》
- 2024年12月24日魏如萱《珍珠刑》
- 2025年4月18日游宇潼《楚門 Dream Sober》

### 編曲
- 1999年 周華健《NOW現在》

1. 送你回家 - 編曲 （與郭宗韶共同編曲）
2. 動心 - 編曲
3. 等我一秒鐘 - 編曲
4. 愛無所不能的 - 編曲（與郭宗韶共同編曲）
5. 下午的一齣戲 - 編曲

- 2007年 梁靜茹《崇拜》

1. 崇拜 - 編曲

- 2009年 徐佳瑩《LaLa首張創作專輯》

1. 圓舞曲 - 製作人
2. 失落沙洲 - 編曲、製作人
3. 一樣的月光 - 製作人

- 2009年 梁靜茹《靜茹＆情歌-別再為他流淚》

1. 情歌 - 編曲

- 2009年 梁文音 《愛，一直存在》

1. 很久很久以後 - 編曲

- 2010年 徐佳瑩《極限》

1. 去我家
2. 極限 - 製作人
3. 懼高症 - 編曲、製作人
4. 綠洲 - 製作人
5. 殘愛 - 製作人

- 2010年 魏如萱《優雅的刺蝟》- 全專輯製作

1. 外星人愛我 - 作曲
2. 局部的人 - 作曲
3. 優雅的刺蝟 - 作曲

- 2011年 魏如萱《不允許哭泣的場合》- 全專輯製作

1. 隕石 - 作曲
2. 勾引 - 作曲

- 2011年 梁文音 《情人×知己》

1. 夠幸福了 - 編曲

- 2011年 五月天《第二人生》

1. 諾亞方舟 - （與五月天共同編曲）

- 2012年 劉若英《愛情限量版》

1. 經過 - 製作人
2. 表面的和平（Renc movie版） - 製作人、編曲
3. 愛情限定（配樂）  - 作曲、編曲
4. 最後一滴眼淚（配樂） - 作曲、編曲
5. 一個人旅行 （配樂） - 作曲、編曲
6. 沙特&西蒙波娃（配樂） - 作曲、編曲、鋼琴
7. 轉身（配樂） - 作曲、編曲

- 2012年 徐佳瑩《理想人生》- 全專輯製作

1. 布穀 - 編曲
2. 不難 - 編曲
3. 瓶頸 - 編曲
4. 調色盤 - 編曲
5. 拉拉隊 - 編曲

- 2014年 魏如萱《還是要相信愛情啊混蛋們》- 全專輯製作

1. 開始和結束之間In Between - 作曲、編曲
2. 暗室之後 - 作曲、編曲

- 2014年 徐佳瑩《尋人啟事》- 全專輯製作

1. 耳邊風 - 編曲

- 2014年 艾怡良《大人情歌》

1. 光榮 - 編曲

- 2014年 許茹芸《奇蹟》- 全專輯製作（與許茹芸共同製作）

1. 星球號序曲 - 作曲、編曲
2. 小小的死 - 作曲
3. 溫暖的想念 - 作曲

- 2014年 蔡依林《呸》

1. 第二性 - 編曲

- 2014年 周興哲《學著愛》

1. 學著愛 - 編曲
2. 以後別做朋友 - 編曲

- 2014年 A-Lin《罪惡感》

1. 罪惡感 - 編曲、製作
2. 平衡感 - 編曲、製作

- 2014年 徐熙娣《elephant DEE》專輯製作

1. 五妹娘 - 製作
2. 心臟噴血 - 編曲（與韓立康共同編曲）、製作
3. Between - 編曲、製作

- 2014年 相信音樂家族《原聲帶精選 / 超級劇無霸 (2CD)》

1. Disc M 男主角
  1. 真實故事改編 - 編曲
2. Disc W 女主角
  1. 經過 - 製作
  2. 經過 - 製作

- 2014年 超音速混音極選 - 全專輯製作
- 2015年 陶晶瑩

1. 如你一般的人 - 作曲、製作

- 2015年台北捷運中和新蘆線列車進站音樂製作
- 2015年 林奕匡《小眾情人》

1. 忘詞 - 製作
2. 跪下 - 製作
3. 小眾情人 - 製作

- 2015年 王心凌《敢要敢不要》

1. 遠在眼前的你 - 製作

- 2015年 李德筠《李德筠 價值觀Vol.01》- 全專輯製作
- 2015年 柯智棠《你不真的想流浪》- 全專輯製作

1. 無傷大雅的瘋狂 - 作曲、編曲

- 2015年 《女也 Herstory with Mayday》相信音樂概念專輯

1. 徐佳瑩《突然好想你》-製作、編曲
2. 梁靜茹《溫柔》-製作、編曲
3. 魏如萱《愛情萬歲》-製作

- 2015年 彭佳慧《大齡女子》

1. 彭佳慧《大齡女子》-製作

- 2015年 HUSH《機會與命運》- 全專輯製作

1. 白露 - 編曲
2. 都會感 - 編曲（與HUSH共同編曲）
3. 名單裡 - 編曲（與秦旭章共同編曲）

- 2015年 蘇運瑩《冥明》- 全專輯製作

1. 精靈 - 編曲

- 2016年 林正《數學家》

1. 回到開始的那一天 - 編曲
2. 證明．無解 - 編曲

- 2016年 艾怡良《說 艾怡良》- 全專輯製作

1. Then You Come Along - 編曲

- 2016年 魏如萱《末路狂花》- 全專輯製作

1. 歪 - 作曲、編曲

- 2016年 楊丞琳《年輪說》

1. 年輪說 - 製作
2. 愛唷 - 製作
3. 想睡的戀人噢 - 作曲、編曲、製作

- 2016年 詹森淮《我想再唱起歌》- 全專輯製作

1. 自己說 - 編曲（與杉特共同編曲）
2. 喝了酒的歌 - 編曲（與杉特共同編曲）
3. 電影 - 編曲
4. 叛逆 - 編曲（與杉特共同編曲）
5. 一朵玫瑰 - 編曲（與詹森淮共同編曲）

- 2016年 五月天《自傳》

1. 最好的一天 - 編曲（與五月天共同編曲）

- 2017年 蘇珮卿《我們都是寂寞的》- 全專輯製作

1. 寧靜海 - 編曲

- 2017年 Crispy脆樂團《你，快樂嗎》

1. 100萬 - 製作
2. 你說風景無法帶走 - 製作、編曲

- 2017年 光良《九種使用孤獨的正確方式》

1. 睡在時針上的人 - 製作
2. She - 製作
3. 造天氣的人 - 製作

- 2017年 徐佳瑩 

1. 言不由衷 - 編曲、製作
2. 到此為止 - 製作
3. 記得帶走 - 製作
4. 兒歌 - 編曲（與羅恩妮共同編曲）、製作
5. 人啊 - 製作

- 2017年 魏如萱、馬頔《星期三或禮拜三》- 單曲製作

1. 星期三或禮拜三 - 製作

- 2017年 彭佳慧《我想念我自己》- 全專輯製作
- 2018年 林志玲《You and me》- 公益單曲製作

1. You and me - 製作

- 2018年 Crispy脆樂團《若無其事》- 單曲製作

1. 若無其事 - 製作

- 2018年 蘇珮卿《中途迷失》

1. 中途迷失 - 製作（與蘇珮卿、Jakub Kubi Groos、Cody Byassee 共同製作）

- 2018年 魏如萱《曬傷》- 單曲製作

1. 曬傷 - 製作

- 2018年 魏如萱《Don't Cry Don't Cry》- 單曲製作

1. Don't Cry Don't Cry - 製作

- 2018年 柯智棠《吟遊》- 全專輯製作

1. 遠走 - 編曲（與柯智棠共同編曲）
2. You Are - 編曲（與柯智棠共同編曲）
3. 給你/妳 - 編曲（與羅恩妮共同編曲）

- 2018年 I Mean Us《OST》- 全專輯製作
- 2018年 楊永聰《Lost & Found》- 全專輯製作

1. 沒有傘的人 - 編曲

- 2018年 許茹芸 《綻放的綻放的綻放》

1. 芙烈亞 - 製作
2. 親吻時分 - 製作
3. 花粉症 - 製作
4. 萬獸 - 製作
5. 蜂蜜月亮  - 製作
6. 題外話 - 製作
7. 讓我好好看看你  - 製作

- 2018年 艾怡良《垂直活著，水平留戀著》- 全專輯製作

1. 給朱利安 - 編曲

- 2018年 陳詠桐、林家謙《如影隨心》- 製作人
- 2019年 光良《最近的永遠》- 單曲製作
- 2019年 楊丞琳《臉孔》- 詞曲編
- 2020年 田馥甄《無人知曉》- 製作
- 2020年 魏如萱、許光漢《什麼跟什麼有什麼關係》－製作
- 2020年 鳳小岳《小樂曲》

1. 那微微的涼風 - 製作
2. 近鄉情怯 - 製作
3. 日出 - 製作

- 2020年 王源《魚缸旅館》- 作曲、製作
- 2020年 陳立農《格格不入》

1. 格格不入 - 作曲、編曲、製作
2. 一無所知 - 製作

- 2021年 韋禮安 《忽然》- 單曲製作
- 2021年 艾怡良《偏偏我卻都記得》- 全專輯製作

1. 貪 - 編曲

- 2021年 許光漢《許光漢》- 專輯製作
- 2021年 黃偉晉《CreaLife》- 全專輯製作

1. 唱歌的時候就變了一個人 - 作曲

- 2021年 陳立農《日心說》

1. 重新選擇 - 製作

- 2021年 魏如萱《HAVE A NICE DAY》- 全專輯製作

1. 美人 - 作曲
2. 很小很小 - 作曲

- 2021年 公視戲劇 「茶金」 主題曲《查有此人》- 作曲、製作
- 2022年 曾沛慈 《今天陽光就是特別耀眼特別和諧》- 專輯製作

1. 慷慨 - 作曲、製作
2. 是不是 - 製作
3. I Will Find You - 製作
4. 我想對你好 - 製作

- 2022年 洪佩瑜 《明室》- 專輯製作

1. 明室 - 作曲、編曲（與羅恩妮共同編曲）、製作
2. 不在一起就不會分開 - 製作
3. 污漬 - 製作
4. 躲貓貓 - 與鄭昭元共同製作
5. 廢到月亮 - 製作
6. 嗨！我回來囉 - 製作
7. 無慣例的早晨 - 製作

- 2023年 徐暐翔 《躍》- 單曲製作

1. 此生最美的錯 - 作曲、製作

- 2024年 梁文音 《情歌比情人還懂》- 單曲製作

1. 最佳詞人 - 製作
2. 伴奏 - 製作

- 2025年陳昊宇《我愛我 A Love Letter To Oneself》

1. 我愛我-製作
2. 窗外-製作
3. 吃掉的幸福-製作

- 2025年彭佳慧《完整的大人》

1. 愛了-製作
2. BDN-製作

## 電影配樂製作
- 1999‭ 美麗少年 - 配樂
- 2001‭ 深深太平洋 - 配樂
- 2002‭ 二月十四 - 配樂
- 2002 自由門神 - 配樂
- 2004‭ 艷光四射歌舞團 - 配樂（入圍金馬獎最佳原創電影音樂）
- 2004十七歲的天空 - 配樂
- 2005‭ 紅孩兒：決戰火焰山 - 配樂
- 2006‭ 六號出口 - 配樂
- 2007‭ 刺青 - 配樂
- 2008‭ 花吃了那女孩 - 配樂
- 2010 帶我去遠方 - 配樂（入圍金曲獎流行演奏類最佳專輯、最佳製作人、最佳作曲人）
- 2012‭ 愛 (電影)LOVE - 配樂（入圍金馬獎最佳原創電影音樂）
- 2015‭ 我是女王 - 音樂總監
- 2015‭ 奇人密碼－古羅布之謎 - 音樂總監（榮獲金曲獎演奏類最佳專輯錄音獎）
- 2015‭ 念念 - 音樂總監（主題曲創作、入圍香港電影金像獎最佳電影歌曲獎）
- 2016 我的蛋男情人 - 音樂總監
- 2016 六弄咖啡館 - 音樂總監
- 2018 後來的我們 - 音樂總監
- 2018 比悲傷更悲傷的故事 - 音樂總監
- 2019 瘋狂電視台瘋電影 - 音樂總監
- 2021 聽見歌 再唱
- 2021 你的婚禮 - 配樂
- 2024 八戒 - 配樂

## 獎項紀錄

### 金馬獎
| 年份 | 獎項名稱     | 提名獎項         | 提名               | 結果 |
| ---- | ------------ | ---------------- | ------------------ | ---- |
| 2004 | 第41屆金馬獎 | 最佳原創電影音樂 | 《豔光四射歌舞團》 | 提名 |
| 2012 | 第49屆金馬獎 | 最佳原創電影音樂 | 《愛》             | 提名 |
| 2018 | 第55屆金馬獎 | 最佳原創電影歌曲 | 陳奕迅〈我們〉     | 提名 |
| 2021 | 第58屆金馬獎 | 最佳原創電影音樂 | 《聽見歌 再唱》    | 提名 |
| 2023 | 第60屆金馬獎 | 最佳原創電影歌曲 | 洪佩瑜〈同款〉     | 獲獎 |

### 金鐘獎
| 年份 | 獎項名稱     | 提名獎項   | 提名                     | 結果 |
| ---- | ------------ | ---------- | ------------------------ | ---- |
| 2008 | 第43屆金鐘獎 | 音效獎     | 公視人生劇展 -《跳格子》 | 獲獎 |
| 2020 | 第55屆金鐘獎 | 聲音設計獎 | 《你那邊怎樣·我這邊OK》  | 提名 |
| 2022 | 第57屆金鐘獎 | 主題歌曲獎 | 〈查有此人〉《茶金》     | 提名 |

### 金曲獎
| 年份 | 獎項名稱     | 提名獎項               | 提名                                | 結果 |
| ---- | ------------ | ---------------------- | ----------------------------------- | ---- |
| 2004 | 第15屆金曲獎 | 最佳專輯製作人獎       | 《地下鐵音樂劇原聲帶》              | 提名 |
| 2008 | 第19屆金曲獎 | 最佳編曲人獎           | 梁靜茹〈崇拜〉                      | 提名 |
| 2010 | 第21屆金曲獎 | 演奏類最佳專輯製作人獎 | 《帶我去遠方電影原聲帶》            | 提名 |
| 2010 | 第21屆金曲獎 | 演奏類最佳作曲人獎     | 彩虹市場《帶我去遠方電影原聲帶》    | 提名 |
| 2011 | 第22屆金曲獎 | 最佳單曲製作人獎       | 徐佳瑩〈懼高症〉                    | 提名 |
| 2012 | 第23屆金曲獎 | 最佳專輯製作人獎       | 魏如萱《不允許哭泣的場合》          | 提名 |
| 2012 | 第23屆金曲獎 | 最佳編曲人獎           | 五月天〈諾亞方舟〉                  | 獲獎 |
| 2015 | 第26屆金曲獎 | 最佳專輯製作人獎       | 魏如萱《還是要相信愛情啊混蛋們》    | 提名 |
| 2015 | 第26屆金曲獎 | 最佳編曲人獎           | 徐佳瑩〈尋人啟事〉                  | 提名 |
| 2016 | 第27屆金曲獎 | 最佳演奏錄音專輯獎     | 《奇人密碼:古羅布之謎｜電影原聲帶》 | 獲獎 |
| 2016 | 第27屆金曲獎 | 最佳單曲製作人獎       | 彭佳慧〈大齡女子〉                  | 獲獎 |
| 2016 | 第27屆金曲獎 | 最佳單曲製作人獎       | 萬芳〈練習失去〉                    | 提名 |
| 2017 | 第28屆金曲獎 | 最佳專輯製作人獎       | 魏如萱《末路狂花》                  | 提名 |
| 2017 | 第28屆金曲獎 | 最佳單曲製作人獎       | 楊丞琳〈年輪說〉                    | 提名 |
| 2019 | 第30屆金曲獎 | 最佳專輯製作人獎       | 艾怡良《垂直活著，水平留戀著。》    | 提名 |
| 2019 | 第30屆金曲獎 | 最佳單曲製作人獎       | 魏如萱〈Don't cry Don't cry〉       | 提名 |
| 2020 | 第31屆金曲獎 | 最佳專輯製作人獎       | 魏如萱《藏著並不等於遺忘》          | 提名 |
| 2021 | 第32屆金曲獎 | 最佳專輯製作人獎       | 田馥甄《無人知曉》                  | 獲獎 |
| 2022 | 第33屆金曲獎 | 最佳專輯製作人獎       | 魏如萱《HAVE A NICE DAY》           | 提名 |
| 2023 | 第34屆金曲獎 | 最佳專輯製作人獎       | 洪佩瑜《明室》                      | 提名 |

### 浪潮音樂大賞
| 年份 | 獎項名稱          | 提名獎項   | 提名                        | 結果 |
| ---- | ----------------- | ---------- | --------------------------- | ---- |
| 2024 | 第2屆浪潮音樂大賞 | 年度製作獎 | 袁婭維〈如河 (RIVER FLOW)〉 | 提名 |
| 2024 | 第2屆浪潮音樂大賞 | 最佳編曲獎 | 袁婭維〈如河 (RIVER FLOW)〉 | 提名 |

## 其他
- 擔任第50屆金馬獎複審階段評審（音樂類）[18]

- 擔任第34屆金曲獎評審團主席

## 外部連結
- 陳建騏的Facebook專頁
- 陳建騏的Instagram帳戶
- 陳建騏在香港影庫上的簡介
- 陳建騏在台灣電影網上的資料（繁體中文）